# James Ivory (regisseur)
James Francis Ivory (Berkeley, 7 juni 1928) is een Amerikaanse filmregisseur. Geboren uit een Ierse vader en Franse moeder, worden hem doorgaans Britse trekken toegedicht.

## Levensloop
Na zijn studie Architectuur en schone kunsten aan de Universiteit van Oregon richtte hij in 1961 de filmmaatschappij Merchant Ivory Productions op, samen met de in India geboren filmproducent Ismail Merchant. Behalve voor regie wordt hij gecrediteerd voor productie op een aantal rolprenten, en een enkele keer schrijft hij zelf het scenario. Ruth Prawer Jhabvala was echter de favoriete scenarist van het homoseksuele paar Merchant en Ivory.
De studio is bekend geworden met succesvolle verfilmingen van met name klassieken uit de moderne Angelsaksische literatuur. De titel van boek en film zijn in alle gevallen hetzelfde. Hun films hebben zes Oscars gewonnen, en vele andere prijzen.
Ivory was mede scenarioschrijver en producent van de bekroonde film Call Me by Your Name uit 2017.

## Filmografie (als regisseur)
- 1963: The Householder
- 1965: Shakespeare Wallah
- 1969: The Guru
- 1970: Bombay Talkie
- 1972: Savages
- 1975: Autobiography of a Princess
- 1975: The Wild Party
- 1977: Roseland
- 1978: Hullabaloo Over Georgie and Bonnie's Pictures
- 1979: The Europeans
- 1980: Jane Austen in Manhattan
- 1981: Quartet
- 1983: Heat and Dust
- 1984: The Bostonians
- 1985: A Room with a View
- 1987: Maurice
- 1989: Slaves of New York
- 1990: Mr. and Mrs. Bridge
- 1992: Howards End
- 1993: The Remains of the Day
- 1995: Jefferson in Paris
- 1996: Surviving Picasso
- 1998: A Soldier's Daughter Never Cries
- 2001: The Golden Bowl
- 2003: Le Divorce
- 2005: The White Countess
- 2009: The City of Your Final Destination